# Karst Hinderikus Lambers
Karst Hinderikus Lambers (Emmen, 16 februari 1915 – Groningen, 16 januari 1977) was een Nederlandse burgemeester van de VVD.

## Leven en werk
Lambers volgde in 1950 Pieter Leonard Willinge Prins op, die onverwachts was overleden ten gevolge van een val zijn paard tijdens de jacht op het Drouwenerzand, als burgemeester van de Drentse gemeente Anloo. Voor zijn benoeming was Lambers hoofdcommies bij de provinciale griffie van Drenthe. Tijdens zijn burgemeesterschap werd het dorp Annen uitgebreid door nieuwbouw op de noordes. Het dorp verloor daardoor zijn kleinschaligheid en werd een woongebied voor forensen. Bij de aanleg van de N34 in de zestiger jaren van de 20e eeuw wist Lambers te bewerkstelligen dat de nieuwe weg niet door het dorp Annen zou komen te lopen, maar de oude markescheiding tussen de dorpen Anloo en Annen zou volgen.

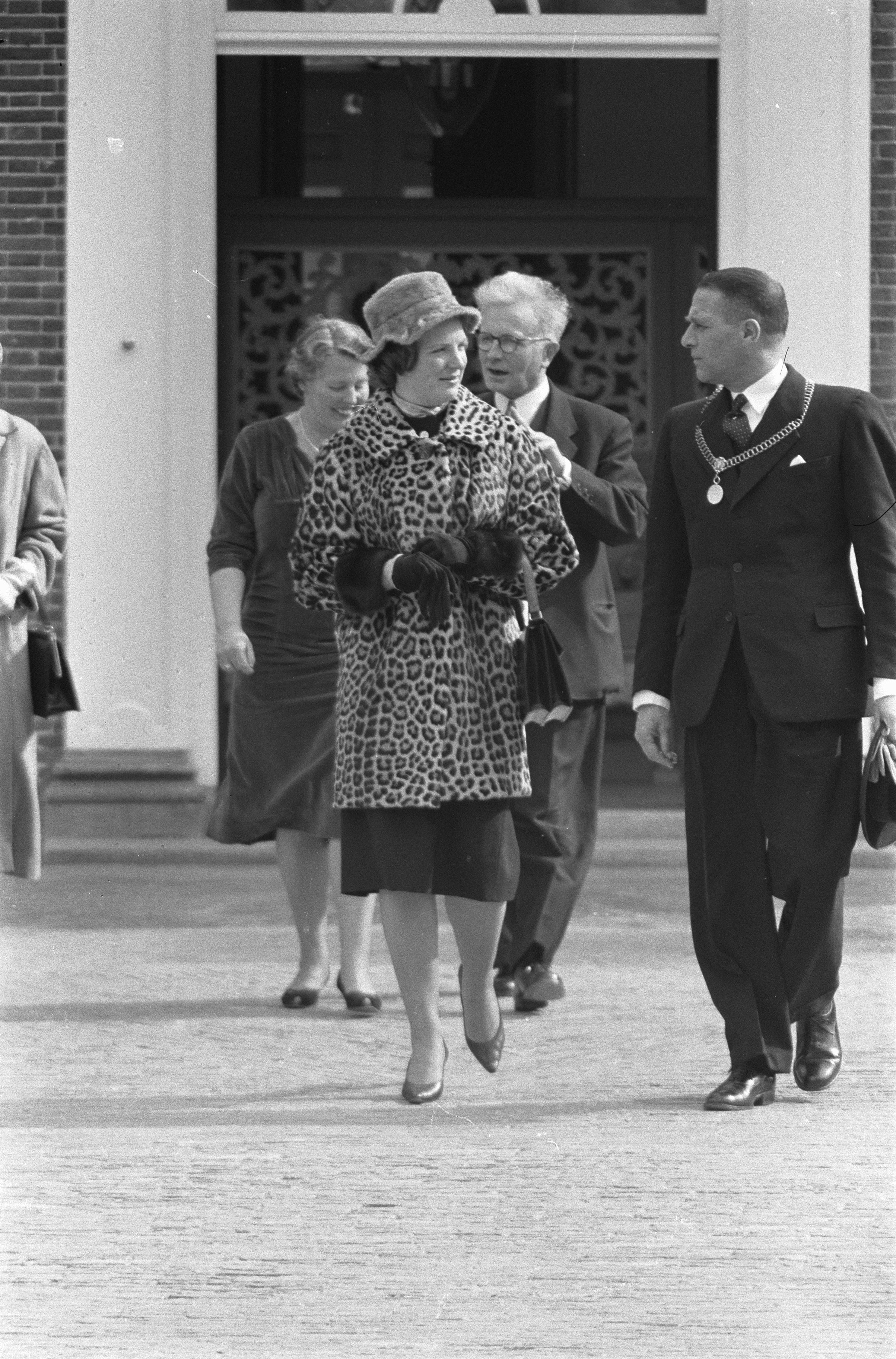
Burgemeester K.H. Lambers naast prinses Irene tijdens bezoek aan Annen

Lambers was jarenlang voorzitter van het Drents Schildersgenootschap, opgericht door schilders als vader en zoon Van Dülmen Krumpelmann en Evert Musch. Daarnaast was hij voorzitter van de provinciale plattelands bibliotheek van Drenthe, penningmeester van Het Drents Genootschap (de culturele raad van Drenthe) en secretaris van het Het Drentse Landschap.
Tijdens zijn burgemeesterschap overleed hij begin 1977 op 61-jarige leeftijd. In Annen werd de Burgemeester Lambershal, een sporthal, naar hem genoemd.